# Napoléon Ier à Fontainebleau le 31 mars 1814
Cet article concerne l'original. Pour la copie, voir Napoléon Ier à Fontainebleau le 31 mars 1814 (Leipzig).
Napoléon Ier à Fontainebleau le 31 mars 1814 (ou parfois Napoléon abdiquant à Fontainebleau ou Napoléon à Fontainebleau) est un tableau du peintre français Paul Delaroche réalisé en 1840, l'année du « Retour des cendres ».
L'original de ce tableau est conservé  au musée de l'Armée de Paris et une copie, mieux connue, au musée des Beaux-Arts de Leipzig,.

## Contexte
En 1814, la Grande-Bretagne, l'Empire russe, le royaume de Prusse et l'empire d'Autriche forment une coalition contre Napoléon afin d'envahir la France. L'armée de Napoléon, composée de jeunes recrues inexpérimentées ne parvient pas à prendre le dessus face aux forces coalisées très supérieures en nombre. A la fin du mois de mars 1814, Paris est menacée mais Napoléon, alors à Fontainebleau, transmet les ordres trop tard. Paris tombe le 31 mars. Napoléon, étant dans l'impossibilité de retourner à Paris, s'installe dans ses appartements au palais de Fontainebleau.
Sous la pression de ses maréchaux dont Talleyrand, Napoléon abdique le 4 avril 1814, en faveur de son fils le roi de Rome, puis le 6 sans conditions. Il est par la suite exilé à l'Île d'Elbe.

## Création
L'œuvre est datée de 1840 et pourrait avoir été réalisé à l'occasion du Retour des cendres, tout comme une autre œuvre du beau-père de Delaroche Horace Vernet Napoléon sortant de son tombeau.
Horace Vernet, a également peint en 1825, un tableau intitulé Les Adieux de Fontainebleau.

## Description
Décrit comme « mi chemin entre le portrait psychologique et la peinture d'histoire », symbolique du « mythe napoléonien », il représente Napoléon Ier avec le visage fermé à Fontainebleau le 31 mars 1814 accablé sur un siège, dans la période précédent la signature de son abdication. Le tableau illustre en outre un passage des Mémoires de Louis Antoine Fauvelet de Bourrienne où il indique cette journée d'isolement de l'Empereur.
L'Empereur porte des bottes sales et son uniforme du colonel des grenadiers à cheval de la Garde impériale sur lequel se trouve sa redingote grise. Son chapeau est à terre. Le personnage tranche avec le luxe apparent du décor.

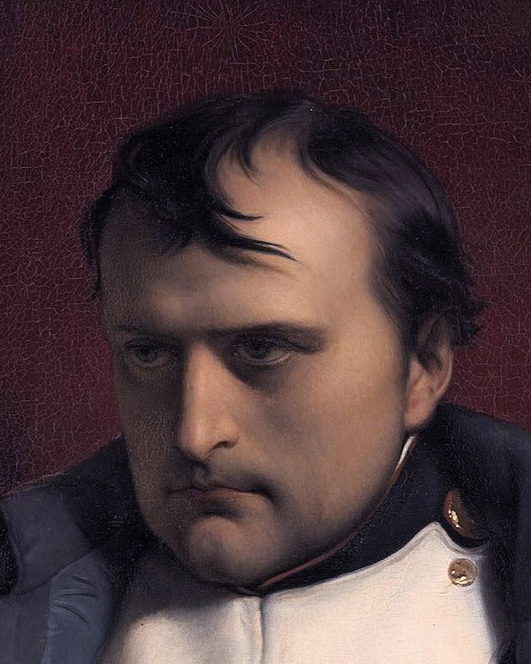
Détail.
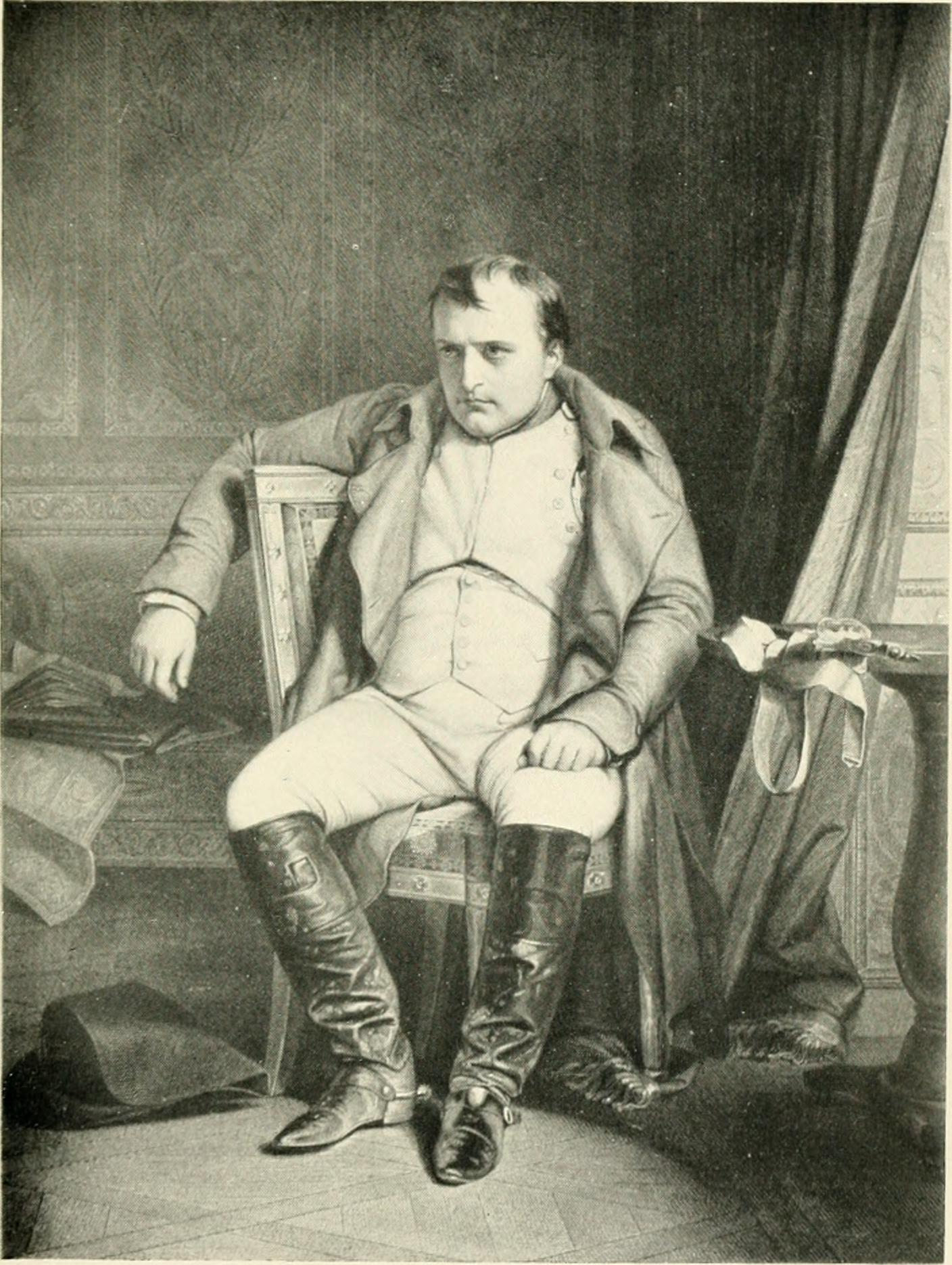
Gravure.
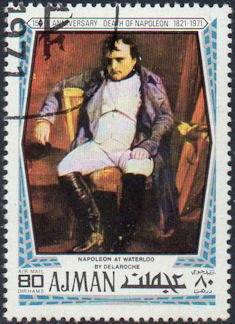
Timbre.

## Littérature
- (de) Rainer Schoch, Machtverfall und Mythenbildung : Paul Delaroches Napoleon in Fontainebleau, München, Oldenbourg Wissenschaftsverlag, coll. « Herrschaftsverlust und Machtverfall », 2013 (ISBN 978-3-486-74563-4), p. 141ff..
- (de) Hans-Werner Schmidt et Jan Nicolaisen, Eugène Delacroix & Paul Delaroche. Geschichte als Sensation : Ausstellungskatalog Museum der Bildenden Künste Leipzig, Petersberg, Imhof, 2015 (ISBN 978-3-7319-0271-3).
- France Nerlich, La Peinture française en Allemagne, Paris, Éditions de la Maison des sciences de l'homme, 2010 (ISBN 2735112527).